# 地美环素
地美环素（INN），又名去甲基金霉素或脱甲金霉素，是衍变自金黄色链霉菌突变菌株的四环素类抗生素。

## 使用
地美环素定位于治疗各种类型的细菌感染，是用来治疗莱姆病，痤疮，和支气管炎的抗生素，却由于细菌对其逐渐普遍产生抗性，致使其现在越来越少被用来治疗相关感染。
当抗利尿激素分泌异常综合征发生且对病患的流质限制无效时，地美环素被美国等诸多国家在适应症外运用于治疗低钠血症，即血内含钠浓度低。从生物学角度上看，这是通过降低肾小管内细胞收集抗利尿激素的反应速度来奏效。其实，在上述病症中的作用主要是依赖于地美环素能够致使人体无法集中尿液进而脱水，从而诱导肾原性尿崩症发生的副作用。
1975年，地美环素被首次报道用于抗利尿激素分泌异常综合征的治疗，随后在1978年，一系列更大规模的研究发现是药物在治疗抗利尿激素分泌异常综合征时，比当时唯一能够使用的治疗手段碳酸锂更有效，药物耐受性更好。地美环素曾是治疗抗利尿激素分泌异常综合征的首选药物。但现时它可能会被现在能够使用的加压素受体拮抗剂（如托伐普坦）取而代之。

## 禁忌
与其他四环素类抗生素相同，地美环素会干扰骨骼的发育，并可能使牙齿变色，故此禁止给药于儿童、孕妇或是正处于哺乳期的妇女。

## 副作用与相互作用
这一部分与其余四环素类抗生素类似。据报道，用药中人士的皮肤可能会发生日光性反应，且与其他几种已知的四环素类衍生物相同，地美环素会诱发肾源性尿崩症。此外，地美环素可能与锂相同有着精神药物类型的副作用。
四环素类抗生素可以和阳离子如钙、铁（口服）、镁结合，使得他们不溶于肠道，也不被肠道吸收。同时，地美环素不应与食物（特别是牛奶等乳制品）或抗酸剂一同服用。

## 反应机理
和相关四环素类抗生素相同，地美环素通过与30S核糖体亚基结合来抑制氨酰基结合tRNA，从而阻止细菌合成蛋白质。因其只是阻止细菌的生长而非直接杀死细菌，故此只是具有抑菌作用，而没有杀菌作用。
地美环素通过干扰肾脏中抗利尿激素与加压素V2受体结合后的细胞内第二信使级联反应（特别是抑制腺苷酸环化酶活化）来抑制肾对抗利尿激素的反应。然而，地美环素如何实现这一功能还有待阐明。